# Магнолія к'ювенська
Магнолія к'ювенська (Magnolia ×kewensis Pearse) - гібридний вид (нотовид) квіткових рослин, що входить до роду магнолія родини магнолієві. Вид є результатом схрещування магнолії кобус (M. kobus) та магнолії верболистої (M. salicifolia) . Рослина цінна лікарськими особливостями — наявністю ефірних олій з запахом анісу, як у M. salicifolia .

## Історія
Вперше цей вид виявив у Англії у Королівському ботанічному саду К'ю у вигляді сіянця серед самосіву магнолії кобус C.F. Coates. Подібний природний гібрид також знайшли в Японії в 1958 році. У 1952 році S.A. Pearse описав вид та дав назву Magnolia ×kewensis . У Ботанічному саду ім. О.В. Фоміна магнолію к’ювенську виростили з насіння магнолії верболистої, прищепленої на магнолію кобус. Десять дерев цього виду ростуть у "Саду магнолій", станом на 2014 рік вік дерев був 35 років, висота — 10-12 м, діаметр крони — 4-4,5 м .

## Ботанічний опис
|         |
| Стовбур |
|         |
| Листки  |
|         |
| Квіти   |

Листопадне дерево висотою 6-12 м та діаметром крони близько 4 м. Кора стовбура сіра, молоді пагони світло-зелені з жовтуватим відтінком. Листок довжиною 9-12 см, шириною — 3-5 см, видовжено-еліптичної чи оберненояйцеподібної форми з загостреним кінчиком і клиноподібний біля основи. Верхня площина листка гладка зелена, нижня — сизо-зелена. Однорічні пагони виражено опушені. Квіткові бруньки шовковисті. Усі частини рослини мають запах анісу майже як магнолія верболиста, але трохи слабший.
Квітки дзвоникоподібні, білі з приємним цитрусовим ароматом. Пелюсток 6. Три зовнішні маленькі, тонкі, сіро-зелені чашолистки утворюю чашечку, яка пізніше звисає вниз і опадає. Гінецей — світло-зелений, тичинкві нитки та пиляки — кремово-жовті. Квітне з кінця квітня до першого тижня травня. 
Плід — циліндрична багатолистянка зеленувато-жовтуватого кольору з рожевим рум'янцем на освітленому боці. Час плодоношення — кінець вересня. Насіння чорне у червоній оболонці, маса насіння разом з саркотестою — 542 г/1000 шт .

### Умови вирощування
Рослина не вимоглива до умов вирощування. Достатньо морозостійка, пагони та квіткові бруньки зимовими температурами не пошкоджуються.

### Розмноження
Схожість насіння 80%, воно потребує стратифікації або зимової сівби. Вирощені з насіння дерева відрізняються між собою габітусом. Крона може бути як пірамідальна так і розлога, листя різних рослин різної ширини. Перспективна для озеленення садів і парків України.

## Класифікація

### Таксономія
Вид Магнолія оголена входить в роду Магнолія підродини Магнолієві (Magnolioideae L.) родини Магнолієві (Magnoliaceae, (Juss., 1789)) порядку Магнолієцвіті (Magnoliales).
|  |                                     |  |                                                        |                                                        |                   |  | ще 5 родин (згідно Системи APG II) | ще 5 родин (згідно Системи APG II)                |                                                   |  |  |  | рід Мангліетія | рід Мангліетія          |  |  |
|  |                                     |  |                                                        |                                                        |                   |  | ще 5 родин (згідно Системи APG II) | ще 5 родин (згідно Системи APG II)                |                                                   |  |  |  | рід Мангліетія | рід Мангліетія          |  |  |
|  |                                     |  |                                                        | порядок Магнолієцвіті                                  |                   |  |                                    |                                                   | підродина Магнолієві                              |  |  |  |                | вид Магнолія к'ювенська |  |  |
|  |                                     |  |                                                        | порядок Магнолієцвіті                                  |                   |  |                                    |                                                   | підродина Магнолієві                              |  |  |  |                | вид Магнолія к'ювенська |  |  |
|  | відділ Квіткові, або Покритонасінні |  |                                                        |                                                        | родина Магнолієві |  |                                    |                                                   | рід Магнолія                                      |  |  |  |                |                         |  |  |
|  | відділ Квіткові, або Покритонасінні |  |                                                        |                                                        |                   |  |                                    |                                                   |                                                   |  |  |  |                |                         |  |  |
|  |                                     |  | ще 44 порядки квіткових рослин (згідно Системи APG II) | ще 44 порядки квіткових рослин (згідно Системи APG II) |                   |  |                                    | підродина Liriodendroidae (згідно Системи APG II) | підродина Liriodendroidae (згідно Системи APG II) |  |  |  | 239 видів      |                         |  |  |
|  |                                     |  |                                                        | ще 44 порядки квіткових рослин (згідно Системи APG II) |                   |  |                                    |                                                   | підродина Liriodendroidae (згідно Системи APG II) |  |  |  |                |                         |  |  |